# 萨希巴巴德道拉特普尔
萨希巴巴德道拉特普尔（Sahibabad Daulat Pur），是印度德里North West县的一个城镇。总人口35977（2001年）。

## 人口
该地2001年总人口35977人，其中男性20340人，女性15637人；0—6岁人口6670人，其中男3543人，女3127人；识字率51.94%，其中男性为61.39%，女性为39.66%。